# Mihael Mikić
Mihael Mikić (født 6. januar 1980) er en kroatisk fodboldspiller.